# اون‌کلاود
اون‌کلاود (به انگلیسی: ownCloud) یک مجموعهٔ نرم‌افزاری برای نگهداری پرونده‌ها و اطلاعات ابری است.
1. ↑  Gilbertson, Scott. "OwnCloud: Fiddly but secure host-from-home sync 'n' share". www.theregister.com (به انگلیسی). Retrieved 2023-05-11.